# Aloe rupestris
Aloe rupestris ist eine Pflanzenart der Gattung der Aloen in der Unterfamilie der Affodillgewächse (Asphodeloideae). Das Artepitheton rupestris stammt aus dem Lateinischen, bedeutet ‚Fels‘ und verweist auf das oft felsige Habitat der Art.

## Beschreibung

### Vegetative Merkmale
Aloe rupestris wächst stammbildend und ist in der Regel einfach. Der aufrechte Stamm erreichen eine Länge von bis zu 8 Meter und einen Durchmesser von 20 Zentimeter. Die lanzettlich verschmälerten Laubblätter bilden dichte Rosetten und sind im oberen Drittel des Stammes ausdauernd. Die trüb bis leicht glänzend tiefgrüne Blattspreite ist bis zu 70 Zentimeter lang und 7 bis 10 Zentimeter breit. Die rötlich braunen, stechenden Zähne am tiefrosafarbenen bis hellroten Blattrand sind 4 bis 6 Millimeter lang und stehen 8 bis 12 Millimeter voneinander entfernt.

### Blütenstände und Blüten
Der Blütenstand besteht aus sechs bis neun Zweigen und erreicht eine Länge von 100 bis 125 Zentimeter. Die unteren Zweige sind nochmals verzweigt. Die sehr dichten, zylindrischen, leicht spitz zulaufenden Trauben sind 20 bis 25 Zentimeter lang und 7 Zentimeter breit. Die Brakteen weisen eine Länge von etwa 1 Millimeter auf und sind 2 Millimeter breit. Die zitronengelben, zur Mündung orangegelb bis bräunlich gelb werdenden Blüten stehen an 1 Millimeter langen Blütenstielen. Die leicht bauchigen Blüten sind 20 Millimeter lang und an ihrer Basis gerundet. Auf Höhe des Fruchtknotens weisen die Blüten einen Durchmesser von 4 Millimeter auf. Darüber sind sie bis etwa zu ihrer Mitte erweitert und schließlich zur Mündung verengt. Ihre äußeren Perigonblätter sind auf einer Länge von 12 Millimeter nicht miteinander verwachsen. Die Staubblätter und der Griffel ragen 15 bis 20 Millimeter aus der Blüte heraus.

### Genetik
Die Chromosomenzahl beträgt {\displaystyle 2n=14}.

## Systematik und Verbreitung
Aloe rupestris ist in Mosambik, Eswatini und der südafrikanischen Provinz KwaZulu-Natal im hochwüchsigen Busch an felsigen Hängen in Höhen von 30 bis 1000 Metern verbreitet.
Die Erstbeschreibung durch John Gilbert Baker wurde 1896 veröffentlicht.
Folgende Taxa wurden als Synonym in die Art einbezogen: Aloe pycnacantha MacOwan (ohne Jahr, nom. inval. ICBN-Artikel 29.1) und Aloe nitens Baker (1880, nom. illeg. ICBN-Artikel 53.1).

## Nachweise